# Inside No. 9
Inside No. 9 ist eine britische Anthologie-Serie, deren einzelne Episoden von Reece Shearsmith und Steve Pemberton geschrieben wurden und die erstmals im Februar 2014 auf BBC Two ausgestrahlt wurde. 
In Deutschland waren die ersten vier Staffeln der schwarzen Komödie ab Oktober 2020 in der Mediathek von Arte verfügbar, weitere Staffeln folgten. Nach der Ausstrahlung der neunten Staffel wurde Inside No. 9 vorerst beendet.

## Handlung
Wie bei Anthologie-Serien üblich erzählt jede der knapp 30-minütigen Folgen eine gänzlich neue Handlung mit neuen Charakteren. Die beiden Autoren der Serie, Reece Shearsmith und Steve Pemberton, stehen in nahezu allen Episoden gemeinsam vor der Kamera. Hinzu kommen wechselnde Gast-Schauspieler, darunter auch viele Stars. Gemeinsam ist fast allen Episoden ein schwarzer Humor und eine unerwartete, bisweilen makabre Wendung zum Schluss (Plot-Twist). Zudem fällt Inside No. 9 thematisch unterschiedlich aus und umspannt dabei Genres wie Drama, Horror oder Mystery. Häufig ist eine Nähe zum Kammerspiel gegeben. Einige Episoden, darunter Cold Comfort, Dead Line und Thinking Out Loud, werden auf unkonventionelle oder experimentelle Weise erzählt.
Die einzelnen Episoden sind ansonsten nur durch die Zahl 9 in irgendeiner Weise miteinander verbunden, typischerweise in Form einer mit der Zahl 9 gekennzeichneten Tür, sowie durch eine Hasenstatue, die in allen Episoden im Hintergrund zu finden ist. In der Folge Tempting Fate spielt der Hase sogar eine wichtige Rolle.
Death Be Not Proud knüpft an die BBC-Serie Psychoville an, in der Shearsmith und Pemberton zwischen 2009 und 2011 mitspielten.

## Episoden
| Nr. (ges.) | Nr. (St.) | Deutscher Titel                       | Originaltitel                  | Zusammenfassung | Erstausstrahlung GB | Deutschsprachige Erstausstrahlung (D) |
| ---------- | --------- | ------------------------------------- | ------------------------------ | --- | ------------------- | ------------------------------------- |
| 1          | 1         | Sardinen-Verstecken                   | Sardines                       | Bei einer Verlobungsfeier wird das Gesellschaftsspiel „Sardinen“ gespielt, bei dem sich eine Person versteckt und die anderen Spieler sich ihnen in ihrem Versteck anschließen müssen, sobald sie gefunden werden. | 5. Feb. 2014        | 1. Okt. 2020                          |
| 2          | 2         | Ein ruhiger Abend zu Hause            | A Quiet Night In               | Die Einbrecher Eddie (Pemberton) und Ray (Shearsmith) brechen in ein Luxushaus ein, um ein Gemälde zu stehlen, während das in dem Haus lebende Paar sich streitet. Die Episode verläuft fast vollständig ohne Dialog. | 12. Feb. 2014       | 1. Okt. 2020                          |
| 3          | 3         | Tom & Gerri                           | Tom & Gerri                    | Tom (Shearsmith) ist ein frustrierter Grundschullehrer und aufstrebender Autor. Eines Nachts gibt ein Obdachloser namens Migg (Pemberton) Toms verlorene Brieftasche zurück. Migg lebt schließlich bei Tom, wodurch sich dessen Leben dramatisch verändert. | 19. Feb. 2014       | 1. Okt. 2020                          |
| 4          | 4         | Der letzte Atemzug                    | Last Gasp                      | Der Popstar Frankie J Parsons besucht die kranke Tamsin an ihrem neunten Geburtstag, bricht jedoch plötzlich zusammen – und scheint gestorben zu sein –, während Tamsin einen Ballon aufbläst. Graham (Pemberton), Tamsins Vater, erkennt, dass Frankies letzter Atemzug in dem Ballon sehr wertvoll sein könnte. | 26. Feb. 2014       | 1. Okt. 2020                          |
| 5          | 5         | Die Zweitbesetzung                    | The Understudy                 | Der erfolgreiche Schauspieler Tony (Pemberton) spielt in einer Inszenierung von Shakespeares Macbeth. Sein Zweitbesetzung Jim (Shearsmith) wollte schon immer eine Hauptrolle haben, und Jims Verlobte Laura ermutigt ihn, auf Tonys Job zu drängen. Die Episode besteht aus fünf Akten und basiert lose auf der Handlung von Macbeth. | 5. März 2014        | 1. Okt. 2020                          |
| 6          | 6         | Die Höllenfahrt                       | The Harrowing                  | Katy wird angeheuert, um das gotische Herrenhaus zu betreuen, in dem Hector (Shearsmith) und Tabitha leben, während die beiden an einer wichtigen Veranstaltung teilnehmen. Das Haus ist voller Gemälde, die die Hölle darstellen, und wird für Hectors und Tabithas schwerbehinderten Bruder Andras, der in seinem Schlafzimmer im Obergeschoss wohnt, unter dem Gefrierpunkt gehalten. Andras darf nicht gestört werden. | 12. März 2014       | 1. Okt. 2020                          |
| 0          | 0         | -                                     | The Inventors                  | Diese kurze Web-Episode dreht sich um zwei Brüder, deren Mutter im Großen Sturm von 1987 ums Leben kam. Die Geschichte wird durch eine Reihe von Cinemagramme mit Dialogen erzählt. Die Episode ist interaktiv und schreitet nur mit Eingaben des Zuschauers voran. | 2014                |                                       |
| 7          | 1         | Der Schlafwagen                       | La Couchette                   | Der englische Arzt Maxwell (Shearsmith) versucht, sich in einem französischen Schlafwagen niederzulassen. Er wird zuerst von dem betrunkenen, blähenden Deutschen Jörg (Pemberton) gestört, dann von weiteren Passagieren. | 26. März 2015       | 1. Okt. 2020                          |
| 8          | 2         | Zwölf Tage im Leben von Christine     | The 12 Days of Christine       | Christine trifft Adam auf einer Neujahrsparty. Ereignisse ihres Lebens scheinen nicht in der richtigen Reihenfolge abzulaufen. Zudem wird sie von Visionen eines unbekannten Mannes heimgesucht. Die Episode spielt an zwölf Feiertagen und wichtigen Anlässen in Christines Leben im Abstand von 13 Monaten. | 2. Apr. 2015        | 1. Okt. 2020                          |
| 9          | 3         | Der Prozess von Elizabeth Gadge       | The Trial Of Elizabeth Gadge   | Im 17. Jahrhundert wird die Dorfbewohnerin Elizabeth Gadge der Hexerei beschuldigt. Der Richter ruft die bekannten Hexenfinder Warren (Shearsmith) und Clarke (Pemberton) zu Ermittlungen auf und plant, den Prozess zu nutzen, um das Interesse am Dorf zu steigern. | 9. Apr. 2015        | 1. Okt. 2020                          |
| 10         | 4         | Schwacher Trost                       | Cold Comfort                   | Andy (Pemberton) beginnt seine Arbeit bei einer Krisen-Hotline. Der schwierige Anruf einer selbstmörderischen Teenagerin führt zu einer Reihe von Problemen. Die Episode ist im Stil von Überwachungskameras gefilmt. | 16. Apr. 2015       | 1. Okt. 2020                          |
| 11         | 5         | Omas Geburtstagsparty                 | Nana's Party                   | Angela veranstaltet eine Geburtstagsfeier für ihre 79-jährige Mutter Maggie, während Angelas Ehemann Jim (Pemberton) plant, Pat (Shearsmith), dem Ehemann von Angelas alkoholabhängiger Schwester Carol, einen Streich zu spielen. Die Episode beginnt mit der Ankunft eines Sanitäters, bevor ein Rückblick auf die Zeit vor Beginn der Party erfolgt. | 23. Apr. 2015       | 1. Okt. 2020                          |
| 12         | 6         | Die Séance                            | Seance Time                    | Die junge Tina besucht ein Medium für eine Séance. Nachdem sie von „Hives“ (Shearsmith) in ein Zimmer in einer viktorianischen Villa geführt wird, wird sie „Madam Talbot“ vorgestellt, einer älteren, in Schwarz gehüllten Frau. | 29. Apr. 2015       | 1. Okt. 2020                          |
| 13         | 1         | Der Weihnachtsteufel                  | The Devil of Christmas         | In einem Film innerhalb der Episode reist eine Familie im Dezember 1977 nach Österreich. Ihr Führer (Shearsmith) erzählt ihnen dabei die Geschichte vom Krampus. Parallel gibt es einen Audio-Kommentar vom Regisseur des Films. | 27. Dez. 2016       | 1. Okt. 2020                          |
| 14         | 3         | Die Rechnung                          | The Bill                       | In einem Tapas-Restaurant geraten vier Männer darüber in Streit, wer die gesamte Rechnung zahlen darf. | 21. Feb. 2017       | 1. Okt. 2020                          |
| 15         | 4         | Das Rätsel der Sphinx                 | The Riddle of the Sphinx       | Nina bricht in das Büro des Cambridge-Professors Squires (Pemberton) ein, der kryptische Kreuzworträtsel in einer Studentenzeitung als „The Sphinx“ veröffentlicht. Squires bringt Nina bei, mithilfe des Rätsels vom nächsten Tag kryptische Kreuzworträtsel zu lösen. | 28. Feb. 2017       | 1. Okt. 2020                          |
| 16         | 5         | Leeres Orchester                      | Empty Orchestra                | Greg (Shearsmith) und einige Kollegen betreten verkleidet eine Karaoke-Kabine, um die Beförderung ihres Managers Roger (Pemberton) zu feiern. Die Beziehungen der Charaktere werden sowohl durch ihre expliziten Interaktionen als auch durch ihre Karaoke-Auftritte offenbart. | 7. März 2017        | 1. Okt. 2020                          |
| 17         | 5         | Rucke di guck                         | Diddle Diddle Dumpling         | David (Shearsmith), findet beim Jogging einen Männerschuh, und wird besessen von dem Gedanken, den Besitzer zu finden. | 14. März 2017       | 1. Okt. 2020                          |
| 18         | 6         | Privatführung                         | Private View                   | Maurice (Shearsmith), Kenneth (Pemberton) und einige andere besuchen auf Einladung eine Kunstausstellung, doch keiner der Besucher weiß, wer sie eingeladen hat. | 21. März 2017       | 1. Okt. 2020                          |
| 19         | 1         | Sansibar                              | Zanzibar                       | Verschiedene Gäste des Hotels Sansibar interagieren auf unterschiedliche Weise miteinander, von einem Heiratsantrag bis zu einem Mord. Die Charaktere sprechen dabei in Jambischen Fünfhebern. | 2. Jan. 2018        | 1. Okt. 2020                          |
| 20         | 2         | Bernie Cliftons Garderobe             | Bernie Clifton's Dressing Room | Das frühere Duo Cheese (Shearsmith) und Crackers (Pemberton) möchten nach 30 Jahren wieder zusammen auftreten, doch ein Vorfall, der zum Zerwürfnis der beiden führte, rückt wieder ins Rampenlicht. | 9. Jan. 2018        | 1. Okt. 2020                          |
| 21         | 3         | Der Umzug                             | Once Removed                   | Ein Umzugshelfer wird bei der Arbeit in einen bizarren Vorfall verwickelt. Die Episode läuft in umgekehrter Reihenfolge. | 16. Jan. 2018       | 1. Okt. 2020                          |
| 22         | 4         | Zu lieben und zu ehren                | To Have and to Hold            | Während Hochzeitsfotograf Adrian (Pemberton) von seiner Ehe mit Harriet gelangweilt zu sein scheint und sich stattdessen auf Puzzles konzentriert, möchte seine Frau ihr Eheversprechen erneuern. Stattdessen entdeckt sie ein dunkles Geheimnis. | 23. Jan. 2018       | 1. Okt. 2020                          |
| 23         | 5         | Und gewonnen hat...                   | And the Winner Is...           | Die Jury eines Fernseh-Awards muss aus acht Nominierten den Gewinner des Preises für die beste Schauspielerin auswählen. | 30. Jan. 2018       | 1. Okt. 2020                          |
| 24         | 6         | Das Schicksal herausfordern           | Tempting Fate                  | Beim Ausräumen der Wohnung eines toten Messies verändert der Inhalt eines Safes das Leben der Arbeiter. | 6. Feb. 2018        | 1. Okt. 2020                          |
| 25         | 0         | Tote Leitung                          | Dead Line                      | Bei der Episode handelte es sich um ein Halloween-Special zwischen der vierten und fünften Staffel. Die Folge wurde live gedreht. Vor der Ausstrahlung wurde der Presse eine Episodenzusammenfassung mitgeteilt: „Als Arthur Flitwick auf dem örtlichen Friedhof ein altes Mobiltelefon findet, begeht er den Fehler und versucht, den Besitzer zu kontaktieren. Aber einige Geheimnisse lässt man am besten ungelöst, und als Halloween näher rückt, stürzt sich Arthur in einen Albtraum, den er selbst erschaffen hat.“ Pemberton und Shearsmith führten auch Interviews zu der geplanten Folge. Wenige Minuten nach Beginn der Übertragung traten jedoch eine Reihe offensichtlicher „technischer Fehler“ auf, und schließlich wurde die Sendung „abgebrochen“. Tatsächlich wurde bald klar, dass sich die eigentliche Handlung darauf konzentrierte, dass die Live-Übertragung in tödliches Chaos verfiel, als übernatürliche Kräfte die Besetzung und die Crew angriffen. | 28. Okt. 2018       | 29. Okt. 2021                         |
| 26         | 1         | So ein Mist, Herr Schiedsrichter!     | The Referee's a W***er         | In der Umkleidekabine der Schiedsrichter herrscht vor, während und nach dem letzten Spiel des Schiedsrichters vor seiner Pensionierung große Anspannung, nicht zuletzt wegen strittiger Entscheidungen auf dem Platz. | 3. Feb. 2020        | 29. Okt. 2021                         |
| 27         | 2         | Sei nicht vermessen, Tod              | Death Be Not Proud             | Ein junges Paar hat eine sehr günstige Wohnung gekauft, in der jedoch seltsame Dinge passieren. Zudem kommt der frühere Bewohner zurück. | 10. Feb. 2020       | 29. Okt. 2021                         |
| 28         | 3         | Der Adventskalender                   | Love's Great Adventure         | In der improvisierten Episode versucht ein Paar, Weihnachten für ihre Familie zu etwas Besonderem zu machen, obwohl sie kaum noch Geld haben. | 17. Feb. 2020       | 29. Okt. 2021                         |
| 29         | 4         | Ablenkung                             | Misdirection                   | Ein Zauberer (Shearsmith) tötete vor Jahren einen anderen Zauberer, um einen Trick zu stehlen. Jahre später wird er von einem Journalisten interviewt, was zu einer Auseinandersetzung zwischen den beiden führt. | 24. Feb. 2020       | 29. Okt. 2021                         |
| 30         | 5         | Laute Gedankenwelt                    | Thinking Out Loud              | Unterschiedliche Charaktere sprechen in die Kamera, ohne zu wissen, dass ihre Leben bald aufeinanderprallen werden. | 2. März 2020        | 29. Okt. 2021                         |
| 31         | 6         | Die Überwachung                       | The Stakeout                   | Der Partner von des Polizisten Thompson (Pemberton) wurde vor einem Monat erstochen. Die Mordwaffe ist verschwunden und sein neuer Partner Varney (Shearsmith) stellt ihm Fragen. | 9. März 2020        | 29. Okt. 2021                         |
| 32         | 1         | Ein stürmischer Coup                  | Wuthering Heist                | Eine Gangsterbande trifft sich nach einem Diamantenraub. Dabei möchte die eine Hälfte der Bande die anderen betrügen. Die Episode wurde im Stil der Commedia dell'arte gedreht. | 10. Mai 2021        | 29. Okt. 2021                         |
| 33         | 2         | Das Gesetz der Serien                 | Simon Says                     | Das Ende der Fantasieserie 'The Ninth Circle' hat den Fan Simon Smethurst (Shearsmith) dermaßen enttäuscht, dass er den Showrunner Spencer Maguire (Pemberton) aufsucht, um diesen davon zu überzeugen, ein anderes Ende zu schreiben. | 10. Mai 2021        | 29. Okt. 2021                         |
| 34         | 3         | Lippenbekenntnis                      | Lip Service                    | Felix Hughes (Pemberton) engagiert eine Lippenleserin, um seine Frau von einem Hotelzimmer aus mit einem Fernglas zu beobachten. Er vermutet, dass sie ihn betrügt. | 24. Mai 2021        | 29. Okt. 2021                         |
| 35         | 4         | Wartezeit                             | Hurry Up and Wait              | Der Schauspieler James (Shearsmith) wartet in einem Wohnwagen auf seinen Dreheinsatz. Er spielt einen Polizisten in einem Krimidrama, das auf dem wahren Verschwinden des kleinen Jungen Ryan aus der Gegend basiert. | 31. Mai 2021        | 29. Okt. 2021                         |
| 36         | 5         | Wofür plädieren Sie?                  | How do you plead               | Ein im Sterben liegender Anwalt wird von seinem schlechten Gewissen geplagt. Daher ruft er seinen Betreuer Bedford (Shearsmith) an, um sein Gewissen zu erleichtern. | 7. Juni 2021        | 29. Okt. 2021                         |
| 37         | 6         | Abschlusskonzert                      | Last Night of the Proms        | Bei der jährlichen Last Night of the Proms-Party kommt es zu Unstimmigkeiten zwischen den Gästen. | 14. Juni 2021       | 29. Okt. 2021                         |
| 38         | 1         | Stets fröhlich                        | Merrily, Merrily               | Drei Freunde treffen sich für eine Bootstour. Das Tretboot wird manövrierunfähig, und einer der Freunde (Shearsmith) springt über Bord in das kalte Wasser. Er schwimmt an Land, um mit einem Feuerwerk seiner jüngst verstorbenen Frau zu gedenken. Die Schlusssequenz deutet an, dass er gestorben ist. | 20. Apr. 2022       | 7. Juli 2023                          |
| 39         | 2         | -                                     | Mr King                        | Der Lehrer Mr. Curtis (Shearsmith) tritt eine neue Stelle im ländlichen Wales an, wo die Kinder scheinbar noch ihrem alten Lehrer, Mr. King, nachtrauern. Dabei verhalten sich sowohl die Kinder als auch der Schulleiter Edwards (Pemberton) mysteriös. Schließlich wird Curtis von den Kindern gefesselt, und er erfährt, dass er mit Unterstützung des Schulleiters bei einem archaischen Erntedankfest geopfert werden soll. | 27. Apr. 2022       | 7. Juli 2023                          |
| 40         | 3         | Kat mit den neun Leben                | Nine Lives Kat                 | Die alkoholkranke Polizistin möchte den Fall eines verschwundenen Jungen lösen. Am Ende muss sie erkennen, dass sie gar nicht real ist, sondern die Erfindung eines Autors, der wiederum selbst am Ende erkennt, dass auch er die Erfindung einer anderen Autorin ist. | 11. Mai 2022        | 7. Juli 2023                          |
| 41         | 4         | Entführung                            | Kid/Nap                        | Lara wird von zwei Männern entführt. Dabei steckt sie jedoch mit einem der beiden Täter unter einer Decke. Die Episode arbeitet mit Split Screens, so dass parallele Handlungen gezeigt werden. | 18. Mai 2022        | 7. Juli 2023                          |
| 42         | 5         | Ein zufälliger Akt der Freundlichkeit | A Random Act of Kindness       | Der Teenager Zachary hat eine schwierige Beziehung zu seiner alleinerziehenden Mutter, die er für den Wegzug des Vaters verantwortlich macht. Ein Fremder namens Bob Wilson (Pemberton) tritt in das Leben der beiden, und ermahnt Zachary, freundlicher zu seiner sterbenskranken Mutter zu sein, weil er es sonst für immer bereuen würde. Er selbst Zachary, der in der Zukunft ein Weg zum Reisen durch die Zeit gefunden hätte. Anschließend erschießt er sich. Am Ende wird der Krebsforscher Bob in der Zukunft von einem anderen Wissenschaftler namens Brann (Shearsmith) besucht, der ihm erklärt, dass sie beide das Zeitreisen ermöglicht hätten. Doch Bob habe durch sein Besuch bei Zachary den Verlauf der Geschichte geändert: so hat sich Bob/Zachary der Krebsforschung verschrieben, um seine Mutter zu retten, statt sich der Physik zu widmen. Nun möchte der sich um viel Ruhm und Geld betrogen fühlende Brann erneut den Verlauf der Geschichte ändern. | 25. Mai 2022        | 7. Juli 2023                          |
| 43         | 6         | Weise Eule                            | Wise Owl                       | Ronnie (Shearsmith) hat sein Leben lang versucht, immer das Richtige zu tun, da er geprägt wurde von einem TV-Bildungsprogramm rund um eine „Weise Eule“, die Kindern erklärt, welche Dinge sie nicht tun sollen, z. B. auf einen Strommast klettern. Am Ende stellt sich heraus, dass Ronnies Vater die weise Eule gesprochen hat, und nicht nur seinen Sohn misshandelte, sondern auch den Unfalltod einer Tochter auf seinen Sohn geschoben hat. | 1. Juni 2022        | 7. Juli 2023                          |
| 44         | 1         | Die Knochen des heiligen Nikolaus     | The Bones of St Nicholas       | Dr Parkway (Pemberton) möchte in einer Kirche übernachten, wo er die Knochen des heiligen Nikolaus vermutet. Bei der Suche danach kommt er jedoch ums Leben. | 22. Dez. 2022       | 7. Juli 2023                          |
| 45         | 2         | Mutters Untergang                     | Mother's Ruin                  | Zwei Brüder (Pemberton, Shearsmith) versuchen in einer Totenbeschwörung mit ihrer verstorbenen Mutter Kontakt aufzunehmen, um von dieser zu erfahren, wo sie gestohlenes Geld versteckt hat. | 27. Apr. 2022       | 7. Juli 2023                          |
| 46         | 3         | Paraskevidekatriaphobie               | Paraskevidekatriaphobia        | Aus Angst möchte der abergläubige Gareth (Shearsmith) am Freitag, den 13. das Haus nicht verlassen. Um ihn von seinem Aberglauben zu kurieren, inszeniert seine Frau mit Hilfe eines Psychologen und einer Reihe von Schauspielern eine Reihe von Vorfällen. Am Ende gewinnt er eine große Summe Geld, und scheint von seinem Aberglauben befreit zu sein. Im Hintergrund sieht man jedoch, wie seine Frau einen Verkehrsunfall hat. | 4. Mai 2022         | 7. Juli 2023                          |
| 47         | 4         | Liebe ist wie ein Fremder             | Love Is a Stranger             | Vicky sucht mittels Online-Dating einen neuen Partner, während ein von den Medien als „Lonely Hearts Killer“ bezeichneter Mörder gesucht wird. Bei ihren Online-Datings erfährt sie viel Bösartigkeit seitens der Männer. Am Ende stellt sich heraus, dass sie selbst die Serienmörderin ist. | 11. Mai 2022        | 7. Juli 2023                          |
| 48         | 5         | 3 mal 3                               | 3 by 3                         | Die Episode hat die Form einer Quizshow. Shearsmith und Pemberton sind nicht zu sehen, und „Inside No. 9“ ist erst im Abspann zu lesen. Die dreiköpfige Familie Oakwood nimmt an einer Quizsendung teil. Dabei kommunizieren die Mutter und die Tochter per Telepathie, und am Ende lässt die Tochter den Kopf der Mutter explodieren. | 18. Mai 2022        | 7. Juli 2023                          |
| 49         | 6         | Das letzte Wochenende                 | The Last Weekend               | Joe (Pemberton) und Chas (Shearsmith) sind seit neun Jahren ein Paar. Am Ende stellt sich heraus, dass Chas den Suizid von Joes Tochter mitverschuldet hat, weshalb Joe ihn seit neun Jahren betrogen und seine Ermordung geplant hat. | 25. Mai 2022        | 7. Juli 2023                          |

## Veröffentlichung
In Großbritannien wurde die erste Folge am 5. Februar 2014 gezeigt. In Deutschland veröffentlichte Arte die ersten vier Staffeln im Oktober 2020 in der Mediathek. Dabei wurde – wie auch bei den späteren Staffeln – auf eine Synchronisation verzichtet. Stattdessen wurden deutsche Untertitel eingeblendet. 2021 wurden die Staffeln 5 und 6 in die Mediathek eingestellt, und 2023 schließlich die Staffeln 7 und 8.
Im Dezember 2022 stellten Shearsmith und Pemberton eine neunte Staffel in Aussicht, kündigten dabei aber auch an, dass dies zumindest vorerst die letzte sein werde.

### DVD-Veröffentlichungen
Die BBC veröffentlichte in Großbritannien bislang alle Staffeln auf DVD, die ersten vier Seasons auch auf Blu-ray Disc. Die BBFC vergab für die Episode The Understudy sowie den Audiokommentar zu Empty Orchestra die höchste Altersfreigabe, weshalb Staffel 1 und 3 erst ab 18 Jahren freigegeben sind.
| Staffel | Format            | Veröffentlichung                                    | Laufzeit | Freigabe |
| ------- | ----------------- | --------------------------------------------------- | -------- | -------- |
| 1       | DVD, Blu-ray Disc | 17. März 2014 (DVD) 13. Februar 2017 (Blu-ray Disc) | 172 Min. | BBFC 18  |
| 2       | DVD, Blu-ray Disc | 4. Mai 2015 (DVD) 13. Februar 2017 (Blu-ray Disc)   | 170 Min. | BBFC 15  |
| 3       | DVD, Blu-ray Disc | 17. März 2017                                       | 175 Min. | BBFC 18  |
| 4       | DVD, Blu-ray Disc | 12. Februar 2018                                    | 174 Min. | BBFC 15  |
| 5       | DVD               | 23. März 2020                                       | 177 Min. | BBFC 15  |
| 6       | DVD               | 21. Juni 2021                                       | 173 Min. | BBFC 15  |
| 7       | DVD               | 6. Juni 2022                                        | 174 Min. | BBFC 15  |
| 8       | DVD               | 29. Mai 2023                                        | 173 Min. | BBFC 15  |

## Auszeichnungen

Steve Pemberton mit seinem BAFTA Award (2019)

Die Serie wurde vor allem in Großbritannien mit zahlreichen Preisen ausgezeichnet. So gewann die Serie beispielsweise:
- 2014: British Comedy Guide, Kategorie „Best TV Comedy Drama“
- 2015: British Comedy Guide, Kategorie „Best TV Comedy Drama“
- 2016: British Comedy Guide, Kategorie „Best TV Comedy Drama“
- 2016: Rose d’Or, Kategorie „Best Comedy“
- 2017: British Comedy Guide, Kategorie „Best TV Comedy Drama“
- 2018: British Comedy Guide, Kategorie „Best TV Comedy Drama“
- 2018: Writers’ Guild of Great Britain, Kategorie „Best TV Situation Comedy“ (Auszeichnung für Steve Pemberton und Reece Shearsmith)
- 2019: British Comedy Guide, Kategorie „Best TV Comedy Drama“
- 2019: British Academy Television Awards, Kategorie „Best Male Comedy Performance“ (Auszeichnung für Steve Pemberton)
- 2021: British Academy Television Awards, Kategorie „Best Scripted Comedy“